# Gabriel Díaz
Gabriel Adrián Díaz (Buenos Aires, 17 ottobre 1989) è un calciatore argentino, difensore del Gimnasia (S).

## Caratteristiche tecniche
È un difensore centrale.

## Carriera
Ha debuttato in Primera División il 28 settembre 2019 disputando con il Patronato l'incontro pareggiato 1-1 contro il Lanús.